# Sam Ruben
Samuel Ruben (5. listopadu 1913 San Francisco – 28. září 1943), narozený jako Charles Rubenstein, byl americký biochemik.
Společně s Martinem Kamenem objevil radioaktivní izotop uhlíku 14C. Při bombardování hmoty částicemi z cyklotronu vznikaly radioaktivní izotopy prvků jako 14C. Jeho použití v biochemii pomohlo objasnit průběh mnoha reakcí probíhajících v živých organismech. Společně rovněž poskytli důkaz, že kyslík vznikající při fotosyntéze nepochází z oxidu uhličitého, ale z vody.
Zemřel na následky otravy fosgenem, který unikl při nehodě v laboratoři.